# Faamau Afele
Faamau Afele (ur. 18 października 1979) – samoański zapaśnik walczący w obu stylach. Piąty na igrzyskach wspólnoty narodów w 2010. Sześciokrotny medalista mistrzostw Oceanii w latach 2008 - 2012.